# Nikolai Molodovsky
Nikolai Molodovsky (* 1899 in Pinsk, Belarus; † 1986 in Prien am Chiemsee) war ein deutscher Fotograf und Verleger.

## Leben
Nikolai Molodovsky wurde 1899 als Sohn russischer Adeliger in Pinsk im heutigen Belarus geboren. 1916 begann er ein Studium der Volkswirtschaft in Sankt Petersburg, bevor er sich zwei Jahre darauf der Weißen Armee anschloss. Nach Ende des Russischen Bürgerkriegs floh er deshalb über Finnland und Berlin nach Paris. 1932 heiratete er in Frankreich Doris Keetman.
1933 zogen sie nach Prien am Chiemsee. Das Paar hatte zwei Kinder.
In den 1950er-Jahren begann er hauptberuflich zu fotografieren. Er war vor allem bis in die 1970er-Jahre aktiv. Zu Beginn der 1950er-Jahre gründete er den Molo-Verlag, in dem er Ansichtskarten veröffentlichte.
Molodovsky verstarb 1986 in Prien am Chiemsee im Alter von 87 Jahren.

## Werk
Das Gesamtwerk von Nikolai Molodovsky besteht aus rund 69.000 Aufnahmen. Er fokussierte sich bei seiner Arbeit hauptsächlich auf die Porträtierung des einfachen bäuerlichen Lebens und des traditionellen Alltags in den 1950er- bis 1970er-Jahren in Bayern. Zudem fotografierte er lokale Künstler sowie Kirchen und Ortschaften in Oberbayern und Niederbayern.

### Fotoarchiv in der Bayerischen Staatsbibliothek
Im Oktober 2022 erwarb die Bayerische Staatsbibliothek das gesamte Archiv Molodovskys. Es besteht aus 48.000 Schwarz-Weiß-Negativen, 6.000 farbigen Dias und 15.000 Abzügen. Die Bilder sollen im Laufe der Zeit erschlossen und der Wissenschaft und der Öffentlichkeit zugänglich gemacht werden.
Klaus Ceynowa, Generaldirektor der Bayerischen Staatsbibliothek: 
„Nikolai Molodovsky verstand es meisterhaft, mit seinen Fotografien den Moment festzuhalten und besondere Stimmungen einzufangen. Uns freut es daher besonders, mit dieser Erwerbung sehr seltene Momentaufnahmen der bayerischen Nachkriegsgeschichte für Wissenschaft und Öffentlichkeit zu sichern.“

### Bücher
(Quelle: )
- Chiemgau, Land der Berge und der Seen. Text Rudolf Anderl. Pannonia-Verl., Freilassing 1967
- Der Inn vom Ursprung bis zur Mündung. Mit Hans Heyn. Pannonia-Verl., Freilassing 1968
- Chiemgau. Text Paul Mayer. Pannonia-Verl., Freilassing 1969
- Wasserburg. Text Willi Ernst. Pannonia-Verlag, Freilassing 1970
- Urschalling. Mit Walter Brugger. Pannonia-Verlag, Freilassing 1972
- Burgen und Schlösser zwischen Inn und Salzach. Mit Josef Rosenegger. Pannonia-Verlag, Freilassing 1972
- Volkskunst zwischen Inn und Salzach. Text Erica Schwarz. Pannonia-Verlag, Freilassing 1973
- Die bayerischen Seen zwischen Salzach und Lech. Text Hans Heyn. Pannonia-Verlag, Freilassing 1973
- Sankt Christophorus in Oberbayern. Text Alois J. Weichslgartner. Pannonia-Verlag, Freilassing 1974
- Meister im Inntal. Text Josef Rosenegger. Pannonia-Verlag, Freilassing 1974
- Die Familie Asam. Text Alois J. Weichslgartner. Pannonia-Verlag, Freilassing 1975
- Wallfahrten zwischen Inn und Salzach. Text Josef Rosenegger. Pannonia-Verlag, Freilassing 1976
- Tracht und bäuerliche Auszier. Text Erica Schwarz. Pannonia-Verlag, Freilassing 1976
- Streichenkirche. Text Walter Brugger. Pannonia-Verlag, Freilassing 1976
- Berchtesgadener Handwerkskunst. Mit Erica Schwarz. Pannonia-Verlag, Freilassing 1977
- Herrenchiemsee. Text Alois J. Weichslgartner. Pannonia-Verlag, Freilassing 1978
- Das Bauernhaus zwischen Inn und Salzach. Mit Werner Paul. Pannonia-Verlag, Freilassing 1979
- Baumburg. Mit Alois J. Weichslgartner. Pannonia-Verlag, Freilassing 1980
- Bauernhöfe im Museum. Mit Ottmar Schuberth. Pannonia-Verlag, Freilassing 1980
- Frauenschiemsee. Mit Alois J. Weichslgartner. Pannonia-Verlag, Freilassing 1981
- Die Familie Asam. Mit Alois J. Weichslgartner und Wilfried Bahnmüller. Pannonia-Verlag, Freilassing 1991

## Ausstellungen
- 2019–2020: „Keetman - Fotografie & Musik - eine „Priener“ Künstlerfamilie“, Galerie im Alten Rathaus, Prien, vom 29. September 2019 bis 12. Januar 2020[5]